# Galeazzo Cattaneo

Stemma dei Gonzaga, 1433

Galeazzo Cattaneo (1370? – Medolago, 1406) è stato un condottiero italiano.

## Biografia
Figlio di Bartolomeo Gonzaga, a sua volta figlio di Filippino, era conosciuto anche come Galeazzo da Mantova e Galeazzo di Grumello, ma anche come Galeazzo Gonzaga per essere stato al servizio della nobile famiglia mantovana durante la signoria di Ludovico II Gonzaga. Combatté successivamente con le milizie milanesi di Gian Galeazzo Visconti e successivamente fu al fianco di Facino Cane a difesa di Bologna. Nel 1404 partecipò alla difesa di Verona dall'attacco dei Carraresi.
Morì nel 1406 per le ferite al capo riportate durante l'assedio di Medolago.

## Ascendenza
|                           |   |                                    | Genitori                                         |  |  | Nonni |  |  | Bisnonni                            |  |  | Trisnonni     |  |
|                           |   |                                    |                                                  |  |  |       |  |  | Luigi I Gonzaga, signore di Mantova |  |  | Guido Corradi |  |
|                           |   |                                    |                                                  |  |  |       |  |  | Luigi I Gonzaga, signore di Mantova |  |  | Guido Corradi |  |
|                           |   | Estrambina di San Martino          |                                                  |  |  |       |  |  | Luigi I Gonzaga, signore di Mantova |  |  |               |  |
| Corrado Gonzaga           |   |                                    |                                                  |  |  |       |  |  | Luigi I Gonzaga, signore di Mantova |  |  |               |  |
|                           |   | Caterina Malatesta                 | Pandolfo I Malatesta, signore di Pesaro e Rimini |  |  |       |  |  |                                     |  |  |               |  |
|                           |   | Caterina Malatesta                 | Pandolfo I Malatesta, signore di Pesaro e Rimini |  |  |       |  |  |                                     |  |  |               |  |
|                           |   | Caterina Malatesta                 | Taddea da Rimini                                 |  |  |       |  |  |                                     |  |  |               |  |
| Filippino Gonzaga         |   | Caterina Malatesta                 |                                                  |  |  |       |  |  |                                     |  |  |               |  |
|                           |   | Lodrisio Beccaria, nobile di Pavia | …                                                |  |  |       |  |  |                                     |  |  |               |  |
|                           |   | Lodrisio Beccaria, nobile di Pavia | …                                                |  |  |       |  |  |                                     |  |  |               |  |
|                           |   | Lodrisio Beccaria, nobile di Pavia | …                                                |  |  |       |  |  |                                     |  |  |               |  |
| Verde Beccaria            |   | Lodrisio Beccaria, nobile di Pavia |                                                  |  |  |       |  |  |                                     |  |  |               |  |
|                           |   | …                                  | …                                                |  |  |       |  |  |                                     |  |  |               |  |
|                           |   | …                                  | …                                                |  |  |       |  |  |                                     |  |  |               |  |
|                           |   | …                                  | …                                                |  |  |       |  |  |                                     |  |  |               |  |
| Galeazzo Cattaneo Gonzaga |   | …                                  |                                                  |  |  |       |  |  |                                     |  |  |               |  |
|                           | … | …                                  |                                                  |  |  |       |  |  |                                     |  |  |               |  |
|                           | … | …                                  |                                                  |  |  |       |  |  |                                     |  |  |               |  |
|                           | … | …                                  |                                                  |  |  |       |  |  |                                     |  |  |               |  |
| …                         | … |                                    |                                                  |  |  |       |  |  |                                     |  |  |               |  |
|                           |   | …                                  | …                                                |  |  |       |  |  |                                     |  |  |               |  |
|                           |   | …                                  | …                                                |  |  |       |  |  |                                     |  |  |               |  |
|                           |   | …                                  | …                                                |  |  |       |  |  |                                     |  |  |               |  |
| …                         |   | …                                  |                                                  |  |  |       |  |  |                                     |  |  |               |  |
|                           |   | …                                  | …                                                |  |  |       |  |  |                                     |  |  |               |  |
|                           |   | …                                  | …                                                |  |  |       |  |  |                                     |  |  |               |  |
|                           |   | …                                  | …                                                |  |  |       |  |  |                                     |  |  |               |  |
| …                         |   | …                                  |                                                  |  |  |       |  |  |                                     |  |  |               |  |
|                           |   | …                                  | …                                                |  |  |       |  |  |                                     |  |  |               |  |
|                           |   | …                                  | …                                                |  |  |       |  |  |                                     |  |  |               |  |
|                           |   | …                                  | …                                                |  |  |       |  |  |                                     |  |  |               |  |
|                           |   | …                                  |                                                  |  |  |       |  |  |                                     |  |  |               |  |